# Rieul de Reims
Pour les articles homonymes, voir Rieul.
Saint Rieul de Reims ou saint Réole (Reolus selon Flodoard) ou Rieule (Regulus, Reulus selon Frédegaire, Mézeray et autres) († 695) est un archevêque de Reims du VIIe siècle.
Il épousa Amathilde, fille de Childéric II, roi de France de la dynastie des Mérovingiens. Il lui donna plusieurs enfants (le nombre exact n'est pas connu). Devenu veuf, il entra à l'abbaye bénédictine d'Hautvillers en 662. Successeur de saint Nivard sur le siège épiscopal de Reims en 673, il fut un bon archevêque de Reims pendant 26 ans et favorisa le monachisme pour évangéliser les campagnes.
Les historiens et les martyrologes mettent le jour de la mort de saint Réole le 3 ou 6 septembre, il est fêté à l'abbaye d'Orbais le 25 novembre.

## Biographie
Il eut avec Amathilde, son épouse, un fils nommé Gédeon, une fille appelée Odille et plusieurs autres enfants. Il mit son fils Gédeon dans le monastère d'Hauvillers, bâti depuis peu et fondé par saint Nivard, son grand-oncle maternel, pour y embrasser la vie monastique, et y donna une partie de son bien.
Sa fille Odille se consacra au service de Dieu dans le monastère de Notre-Dame de Soissons, ordre de saint Benoît, que Ebroïn, maire du palais, avait fait bâtir dans l'endroit où il avait auparavant un palais. Le comte Réole, son père, lui donna aussi de grands biens dans les diocèses de Reims et de Beauvais, et au-delà de la Loire, et voulut qu’après la mort d'Odille toutes ces donations restent toujours au monastère de Notre-Dame de Soissons.
Saint Réole avait encore eu d'autres enfants de son mariage ; mais Theodoramne, seigneur puissant, les avait fait cruellement mourir pour se venger du comte Rieul ou Réole leur père, qui, pour satisfaire aux devoirs de sa charge, réprimer et arrêter le cours de plusieurs désordres, avait fait pendre les enfants de Theodoramne, à cause des vols et autres crimes énormes qu'ils commettaient. La mort de ces différents enfants fit naître entre leurs pères une grande inimitié. Mais saint Nivard ayant appris que le comte Réole et le seigneur Theodoramne ne vivaient pas en bonne intelligence, s'efforça de les réconcilier ensemble ; il leur parla à l'un et à l'autre et les raccommoda et ils devinrent bons amis. Il porta Theodoramne non seulement à donner une partie de ses grandes possessions au monastère d'Hautvillers, mais même à s'y faire religieux pour le reste de sa vie.
Les discours de saint Nivard eurent aussi du succès sur saint Réole, il renonça et quitta généreusement, en 662, charges, dignités, prétentions et grands biens, et embrassa la vie monastique dans le monastère d'Hautvillers. Amathilde était déjà morte, ou consentit à leur séparation.
Saint Réole observa si exactement les règles de saint Benoît et de saint Colomban, que saint Berchaire, premier abbé d'Hautvillers et martyr, avait pratiquées à l'abbaye Saint-Pierre et Saint-Paul de Luxeuil, sous saint Vualbert, apportées et fait garder à Hautvillers, qu'en peu d'années il fit de si grands progrès dans la vertu et dans les sciences qu'il fut jugé digne et choisi d'un consentement unanime du clergé et du peuple de succéder à saint Nivard, archevêque de Reims, qui mourut selon Sigebert en 661, ou selon Democharés, en 668 ou 669.
Peu de temps après que saint Réole eût été élu archevêque de Reims, c'est-à-dire vers 673 ou 675, le pape Dieudonné lui envoya le pallium par l'archevêque d'Arles. Aussitôt qu'il se vit chargé de la conduite d'une grande province, il pensa sérieusement à remplir toutes ses obligations, et à en connaître les besoins. Il commença d'en faire la visite pour voir toutes choses par lui-même sans vouloir s'en rapporter à des officiers et à ses archidiacres.
Étant en Flandre accompagné de quelques évêques, il fit la dédicace de la nouvelle église du monastère d'Elnon, l'abbaye de Sainte-Amand en Pévele, dans le diocèse de Tournai. Il souscrivit aussi le 17 avril 675, la seconde année du règne de Thierry, premier roi de France, au testament du même saint Amand, évêque d'Utrecht, fondateur et premier abbé du monastere d'Elnon . La souscription ou signature de saint Réole est immédiatement après celle de saint Amand, en ces termes : Ego in Christi nomine Reolus ac si peccator subscripsi .
Le 24 juillet de la même année 675, Vindicianus ayant été élu évêque de Cambrai par le clergé et le peuple de la même ville, il reçut l'imposition des mains et la consécration épiscopale de saint Réole, son métropolitain.
Saint Réole ayant achevé ses visites et étant de retour à Reims, il s'appliqua uniquement à maintenir le bon ordre et la discipline que saint Nivard avait établis dans son diocèse, et à défendre vigoureusement les droits bien fondés et les grandes possessions de son église, dont plusieurs personnes puissantes dans le siècle voulaient s'emparer sous différents prétextes.
Saint Nivard, son prédécesseur, et saint Berchaire, premier abbé d'Hautvillers, étant morts, saint Réole prit la conduite et la défense de ce monastère , suivant l'intention de son saint fondateur, qui ordonna, dans l'acte de fondation, qu'Hautvillers fût toujours sous la juridiction et la protection des archevêques de Reims, pour le défendre contre tous ses adversaires et les usurpateurs de ses différends droits, biens et possessions.
L'un des plus grands et des plus puissants seigneurs de la cour, contre qui saint Réole eut de plus grands différends pour soutenir les biens de plusieurs églises dotées ou fondées par saint Nivard, fut le seigneur Gondebert, favori du roi et frère de saint Nivard, qui prétendait que toutes les grandes donations que son frère Nivard avait faites de son patrimoine, tant du côté paternel que du côté maternel, aux églises de Notre-Dame, de Saint-Remi de Reims, aux monastères d'Hautvillers, de Saint-Basle et autres, qu'il avait fondé ou rétabli, lui appartenaient de droit et légitimement, et devaient lui retourner. Saint Réole, au contraire, répondait que toutes ces donations devaient rester et appartenir à toutes ces églises et monastères, leur ayant été données par des actes authentiques signés de saint Nivard et de plusieurs évêques, et autres personnes de grande considération, et enfin confirmés par l’autorité du roi, pour procurer la gloire de Dieu et le repos de son âme : Pro nobis die noctuque Domini misericordiam debeant deprecari ,.
Pendant que Gondebert s’opposait à l'exécution des dernières volontés de son frère saint Nivard, saint Réole proposa de terminer leurs différends par la médiation des amis communs pris pour arbitres. Gondebert ne put refuser une proposition si raisonnable. Les arbitres choisis, après avoir sérieusement examiné le droit des parties, firent l'accord suivant, qui fut accepté par saint Réole et Gondebert, et rapporté par Flodoard : « tous autres biens que feu de bonne mémoire Dom Nivard avait donnés et par ses lettres confirmez aux églises des saints, elles en jouiraient et, avec l'aide de Dieu, les posséderaient entièrement. » Et ainsi cette fermeté et cette vigilance de saint Réole conservèrent le bien et les droits des églises et des monastères.
Saint Réole, quoiqu'archevêque de Reims, qui était du royaume d'Austrasie, conserva toujours une fidélité pour Thierry III, roi de Neustrie ou de la France occidentale. Frédegaire, austrasien fort attaché aux princes Pepin de Herstal et à Charles Martel, pour se venger et le rendre odieux aux princes Pépin et Charles, et le faire chasser de son siège, accusa Réole et Engilbert de Paris d'avoir trompé Martin,, dux d'Austrasie et cousin germain de Pépin-le-Gros, en lui jurant qu'il pourrait sortir en toute sécurité de Laon, où il s'était retiré et lui donnèrent leur serment sur les châsses de quelques saints qu'ils portaient avec eux, mais dont ils avaient ôté les reliques. Lorsque Martin fut au camp, les soldats d'Ebroïn l’enveloppèrent et l’assommèrent.
Saint Réole dota et consacra, en 677 ou en 680, l'abbaye Saint-Pierre d'Orbais, sur les fonds et domaine qui lui avaient été donnés par Thierry ou Theodoric, la huitième année de son règne et du consentement d'Ebroïn, maire du palais.
Selon Paul Fouracre, il a changé sa loyauté politique en 687 en faveur de Pepin d'Herstal et contre  Berchtar, maire du palais neustrien, ainsi préparant la victoire de Pepin dans la Bataille de Tertry le même an.
On ne sait pas précisément où saint Réole mourut, mais on a toujours cru que son corps est inhumé dans l'église de l'abbaye d'Orbais qu'il avait fondée, conformément à ce qu'il avait ordonné dans son testament. Selon Jean Mabillon, On garda dans cette église une partie considérable de ossements. Selon Guillaume Marlot, en 1180, son corps fut porté dans la basilique Saint-Remi de Reims. Elle n'en posséderait plus qu'une partie, on l'aurait divisé et distribué en plusieurs endroits pour enrichir plusieurs églises. L'abbaye de Hautvillers, prétend avoir la plus considérable partie de ses ossements qu'on l'on conserve dans une très belle châsse. Une côte du saint a été donnée par les religieux de l'abbaye de Hautvillers à l'église Saint-Réol d'Ambonnay.

### Articles liés
- Archidiocèse de Reims
- Liste des évêques et archevêques de Reims